# Парламентские выборы в Канаде (2025)
Парламентские выборы в Канаде прошли 28 апреля 2025 года с целью избрания членов Палаты общин 45 созыва. Дата голосования определяется положениями о фиксированной дате «Закона о выборах в Канаде», который требует, чтобы федеральные выборы проводились в третий понедельник октября в четвёртый календарный год после дня голосования предыдущих выборов. В дополнение к положениям о фиксированной дате выборов, установленным законом, в Канаде есть конституционное требование, указанное как в разделе 50 «Конституционного акта 1867 года», так и в разделе 4 «Канадской хартии прав и свобод», о том, что выборы в Палату общин должны быть назначены не позднее, чем через пять лет после возвращения бюллетеней о предыдущих выборах.
Выборы могут состояться до запланированной даты, если генерал-губернатор распустит парламент по рекомендации премьер-министра либо для проведения внеочередных выборов, либо после того, как Палата общин примет вотум недоверия правительству. Досрочные выборы чаще происходят во время работы правительств меньшинства, поскольку премьер-министр не контролирует большинство в Палате общин и, таким образом, с большей вероятностью проиграет голосование.
Это были первые выборы, на которых использовалась новая избирательная карта с 343 местами, основанная на переписи населения 2021 года. Новые избирательные границы для каждой из десяти провинций были окончательно определены в период с 14 февраля по 8 июля 2023 года и официально объявлены 22 сентября 2023 года. Предыдущая избирательная карта с 338 местами использовалась бы, если бы выборы были объявлены до 23 апреля 2024 года.

## Предыстория
Досрочные парламентские выборы 2021 года принесли лишь незначительные изменения в состав нижней палаты парламента по сравнению с предыдущими выборами 2019 года. Правящая «Либеральная партия» во главе с премьер-министром Джастином Трюдо не смогла получить достаточно мест для парламентского большинства. «Консервативная партия» победила во всенародном голосовании, но продолжила работу в качестве официальной оппозиции. 27 сентября Аннами Пол объявила об отставке с поста лидера «Зелёной партии» с 14 ноября, сославшись на отсутствие поддержки партии.

### Предлагаемый перенос фиксированной даты выборов
20 марта 2024 года правительство Трюдо представило «Закон об участии в выборах», который включал в себя поправку к «Закону о выборах в Канаде». Поправка была направлена на изменение фиксированной даты выборов на 27 октября 2025 года, чтобы избежать конфликта с индуистским праздником Дивали, а также пересечения с муниципальными выборами в Альберте. Перенос даты выборов также привел бы к тому, что 80 членов парламента, впервые избранных 21 октября 2019 года, соответствовали бы требованию о 6 годах службы для получения парламентской пенсии по старости. Официальная оппозиция консерваторов утверждала, что право на пенсию было реальной мотивацией для изменения даты выборов, что было опровергнуто правительством. Из 80 депутатов, которые могли бы получить пенсию, если бы дата выборов была перенесена на более поздний срок: 32 были консерваторами, 22 — либералами, 19 — членами «Квебекского блока», 6 — членами «Новой демократической партии» (НДП) и 1 независимым. Изменение даты было отвергнуто всеми оппозиционными партиями.

### События перед выборами
22 марта 2022 года «Либеральная» и «Новая демократическая партия» (НДП) достигли соглашения о доверии, в соответствии с которым НДП согласилась поддерживать либеральное правительство до июня 2025 года в обмен на конкретные политические обязательства. 4 сентября 2024 года НДП официально расторгла соглашение.
9 декабря 2024 года правительство Трюдо пережило третий вотум недоверия, при этом консерваторы и «Квебекский блок» голосовали за это предложение, а либералы, НДП и «Зелёные» выступили против. 16 декабря заместитель премьер-министра и министр финансов Христя Фриланд ушла со своей должности в правительстве Джастина Трюдо до публикации в тот день осеннего экономического заявления правительства из-за её оппозиции фискальной политике Трюдо. Позже в тот же день её сменил на посту министра финансов Доминик Леблан, в то время как должность заместителя премьер-министра осталась вакантной. Министр жилищного строительства Шон Фрейзер также покинул кабинет Трюдо тем же утром, сославшись на личные причины. 20 декабря Трюдо провёл крупные перестановки в правительстве, а НДП официально обязалась вынести вотум недоверия правительству. Более 20 депутатов от правящей «Либеральной партии» публично призвали Трюдо уйти в отставку, а более 50 подписали частное письмо с просьбой об отставке.
6 января 2025 года премьер-министр Джастин Трюдо объявил перерыв в работе парламента Канады до 24 марта, в результате чего законопроект был отклонён. Это произошло из-за растущего давления со стороны его собственной фракции с требованием уйти в отставку, в то время как он возглавлял правительство меньшинства, которому оппозиция угрожала вотумом недоверия. Кроме того, Трюдо объявил о своей отставке с поста премьер-министра и лидера «Либеральной партии», которая вступит в силу после избрания его преемника на посту лидера партии в ходе выборов руководства «Либеральной партии».
9 марта Марк Карни победил в первом туре внутрипартийного голосования, набрав более 85,9%, что сделало его лидером «Либеральной партии». Его результат превзошёл отрыв Джастина Трюдо в 2013 году, одержав победу во всех 343 избирательных округах.

## Опросы общественного мнения

Средняя кривая опросов о партийных предпочтениях на парламентских выборах 2025 года:

## Результаты
| Партия                     | Партия                        | Лидер                         | Кандидатов | Голосов избирателей     | Голосов избирателей | Голосов избирателей | Мест | Мест           | Мест    | Мест  |  |
| Партия                     | Партия                        | Лидер                         | Кандидатов | Голосов                 | %                   | ± (%)               | 2021 | Перед выборами | Избрано | ±     |  |
| -------------------------- | ----------------------------- | ----------------------------- | ---------- | ----------------------- | ------------------- | ------------------- | ---- | -------------- | ------- | ----- |  |
|                            | Либеральная партия            | Марк Карни                    | 342        | 8 595 488               | 43,76               | ▲11,14              | 160  | 152            | 179     | ▲ 9   |  |
|                            | Консервативная партия         | Пьер Пуальевр                 | 342        | 8 113 484               | 41,31               | ▲7,57               | 119  | 120            | 144     | ▲ 24  |  |
|                            | Квебекский блок               | Ив-Франсуа Бланше             | 78         | 1 236 349               | 6,29                | ▼1,35               | 32   | 33             | 22      | ▼ 10  |  |
|                            | Новая демократическая партия  | Джагмит Сингх                 | 342        | 1 234 673               | 6,29                | ▼11,53              | 25   | 24             | 7       | ▼ 18  |  |
|                            | Зелёная партия                | Элизабет Мэй и Джонатан Педно | 232        | 238 892                 | 1,22                | ▼1,11               | 2    | 2              | 1       | ▼ 1   |  |
|                            | Народная партия               | Максим Бернье                 | 247        | 136 977                 | 0,70                | ▼4,24               | 0    | 0              | 0       | ▬     |  |
|                            | Партия христианского наследия | Родни Тейлор                  | 32         | 10 065                  | 0,05                | ▬                   | 0    | 0              | 0       | ▬     |  |
|                            | Партия носорогов              | Чинук Блейс-Ледюк             | 29         | 7063                    | 0,04                | ▬                   | 0    | 0              | 0       | ▬     |  |
|                            | Объединённая партия           | Грант Абрахам                 | 16         | 6061                    | 0,03                | новая               | 0    | 0              | 0       | новая |  |
|                            | Либертарианская партия        | Жак Будро                     | 16         | 5561                    | 0,03                | ▬                   | 0    | 0              | 0       | ▬     |  |
|                            | Марксистско-ленинская партия  | Анна Ди Карло                 | 35         | 4996                    | 0,03                | ▬                   | 0    | 0              | 0       | ▬     |  |
|                            | Коммунистическая партия       | Элизабет Роули                | 24         | 4685                    | 0,02                | ▼0,01               | 0    | 0              | 0       | ▬     |  |
|                            | Центристская партия           | А. К. Рана                    | 19         | 3314                    | 0,02                | ▲0,02               | 0    | 0              | 0       | ▬     |  |
|                            | Канадская партия будущего     | Доминик Карди                 | 19         | 3123                    | 0,02                | новая               | 0    | 0              | 0       | новая |  |
|                            | Партия защиты животных        | Лиз Вайт                      | 7          | 1301                    | 0,01                | ▬                   | 0    | 0              | 0       | ▬     |  |
|                            | Партия марихуаны              | Блэр Лонгли                   | 2          | 133                     | 0,00                | ▼0,01               | 0    | 0              | 0       | ▬     |  |
|                            | Независимые кандидаты         |                               | 177        | 39 498                  | 0,20                | ▲0,01               | 0    | 3              | 0       | ▬     |  |
|                            |                               |                               |            |                         |                     |                     |      |                |         |       |  |
| Действительные бюллетени   | Действительные бюллетени      | Действительные бюллетени      |            | 19 641 944              | 99,14               |                     |      |                |         |       |  |
| Недействительные бюллетени | Недействительные бюллетени    | Недействительные бюллетени    |            | 169 857                 | 0,86                |                     |      |                |         |       |  |
| Всего                      | Всего                         | Всего                         | 1959       |                         | 100,00              |                     | 338  | 338            | 343     | ▲ 5   |  |
|                            |                               |                               |            |                         |                     |                     |      |                |         |       |  |
| Избирателей/Явка           | Избирателей/Явка              | Избирателей/Явка              |            | &&&&&&&&&&&&&&00.&&&&-0 |                     |                     |      |                |         |       |  |

## Комментарии
1. ↑  В избирательном округе Понока—Дидсбери[англ.] член Либеральной партии Зарнаб Зафар по ошибке Избирательной комиссии Канады был зарегистрирован как независимый кандидат[33]
2. ↑  В избирательном округе Центральный Квебек[англ.] Избирательная комиссия Канады отказала в регистрации кандидатом члену Консервативной партии Шани Терио[34]
3. ↑  В избирательном округе Южный берег—Сент-Маргаретс[англ.] кандидат НДП Брендан Мошер в последний момент снял свою кандидатуру; в результате чего НДП поддержала независимого кандидата Хейдена Хендерсона[35]